# Ілія Валов
Ілія Валов (болг. Илия Вълов; 29 грудня 1961, Кнежа — 13 липня 2024, Враца) — болгарський футболіст, що грав на позиції воротаря. По завершенні ігрової кар'єри — тренер.
Виступав, зокрема, за клуби «Ботев» (Враца) та ЦСКА (Софія), а також національну збірну Болгарії.

## Клубна кар'єра
У дорослому футболі дебютував 1981 року виступами за команду клубу «Ботев» (Враца), в якій провів сім сезонів.
Своєю грою за цю команду привернув увагу представників тренерського штабу клубу ЦСКА (Софія), до складу якого приєднався 1988 року. Відіграв за армійців з Софії наступні два сезони своєї ігрової кар'єри. Більшість часу, проведеного у складі софійського ЦСКА, був основним голкіпером команди.
Згодом почав виступи за кордоном, з 1990 по 1994 рік грав у складі берлінського «Динамо», віденської «Аустрії» та турецької команди «Каршияка».
Завершив професійну ігрову кар'єру у Туреччині, у клубі «Денізліспор», за команду якого виступав протягом 1994—1995 років.

## Виступи за збірну
1983 року дебютував в офіційних матчах у складі національної збірної Болгарії. Протягом кар'єри у національній команді, яка тривала 8 років, провів у її формі 31 матч.
У складі збірної був учасником чемпіонату світу 1986 року у Мексиці. На цьому турнірі, як і загалом протягом кар'єри у національній команді, був резервним воротарем, дублером Борислава Михайлова.

## Кар'єра тренера
Розпочав тренерську кар'єру, повернувшись до футболу після невеликої перерви, 1999 року, очоливши тренерський штаб команди рідного клубу «Ботев» (Враца).
В подальшому був тренером воротарів у клубах «Черно море» (2002—2004) та ЦСКА (Софія) (2006—2009).

## Досягнення
- Чемпіон Болгарії:

ЦСКА (Софія): 1988–1989, 1989–1990
- Володар Кубка Болгарії:

ЦСКА (Софія): 1988–1989
- Володар Суперкубка Болгарії:

ЦСКА (Софія): 1989
- Чемпіон Австрії:

Аустрія (Відень): 1991–1992
- Володар Кубка Австрії:

Аустрія (Відень): 1991–1992
- Володар Суперкубка Австрії:

Аустрія (Відень): 1992